# Copa de Moldavia 2018-19
La Copa de Moldavia 2018-19 fue la edición número 28 de la Copa de Moldavia. La competición empezó el 12 de mayo de 2018 y terminó el 22 de mayo de 2019. Sheriff Tiraspol conquistó su 10.º título tras ganar en la final al Sfântul Gheorghe por un marcador de 1-0.

## Formato
La Copa de Moldavia 2018-19 será disputada por 47 clubes.
| Ronda                    | Fecha de los partidos                                         | Partidos | Clubes  |
| ------------------------ | ------------------------------------------------------------- | -------- | ------- |
| Primera ronda preliminar | 12 de mayo de 2018                                            | 7        | 47 → 40 |
| Primera ronda            | 25–26 de mayo de 2018                                         | 16       | 40 → 24 |
| Segunda ronda            | 9 de junio de 2018                                            | 8        | 24 → 16 |
| Octavos de final         | 20 de junio de 2018 (Ida) 5–7 de julio de 2018 (Vuelta)       | 16       | 16 → 8  |
| Cuartos de final         | 26 de septiembre de 2018 (Ida) 31 de octubre de 2018 (Vuelta) | 8        | 8 → 4   |
| Semifinales              | 16-17 de abril de 2019 (Ida) 8 de mayo de 2019 (Vuelta)       | 4        | 4 → 2   |
| Final                    | 22 de mayo de 2019                                            | 1        | 2 → 1   |

## Primera ronda preliminar
| Fecha              | Estadio             | Local                  | Marcador       | Visita              |
| ------------------ | ------------------- | ---------------------- | -------------- | ------------------- |
| 12 de mayo de 2018 | Stadionul Orășenesc | FC Cruiz Camenca       | 3-4            | FC Rezina           |
| 12 de mayo de 2018 | Stadionul Orășenesc | FC Sporting Natalievca | 2-3            | FC Speranța Drochia |
| 12 de mayo de 2018 | Stadionul Orășenesc | FC Codru Juniori       | 2-2 (3-5 pen.) | FCM Ungheni         |
| 12 de mayo de 2018 | Stadionul Orășenesc | FC Sucleia             | 2-1            | FC Sinteza Căușeni  |
| 12 de mayo de 2018 | Stadionul Orășenesc | ISM-2017 Grigoriopol   | 0-3            | FC Tighina          |
| 12 de mayo de 2018 | Stadionul Orășenesc | FC Trachia Taraclia    | 0-2            | FC Slobozia Mare    |
| 12 de mayo de 2018 | Stadionul Sătesc    | FC Flacăra Mingir      | 2-0            | FC Congaz           |

## Primera ronda
| Fecha              | Estadio             | Local                   | Marcador       | Visita                |
| ------------------ | ------------------- | ----------------------- | -------------- | --------------------- |
| 25 de mayo de 2018 | Real Succes         | CS Fulger Ialoveni      | 3-2            | Real Succes           |
| 26 de mayo de 2018 | Stadionul Sătesc    | FC Maiac Cioropcani     | 0-4            | FC Grănicerul Glodeni |
| 26 de mayo de 2018 | Stadionul Sătesc    | CS Intersport Sănătăuca | 1-2            | CF Soroca             |
| 26 de mayo de 2018 | Stadionul Orășenesc | CF Rîșcani              | 2-4            | FC Edineț             |
| 26 de mayo de 2018 | Stadionul Orășenesc | CSF Cricova             | 1-6            | FC Florești           |
| 26 de mayo de 2018 | Stadionul Orășenesc | FC Bogzești             | 3-1            | FC Ungheni            |
| 26 de mayo de 2018 | Stadionul Orășenesc | FC Rezina               | 0-2            | Iskra Rîbnița         |
| 26 de mayo de 2018 | Stadionul Orășenesc | FC Speranța Drochia     | 1-0            | FC Sîngerei           |
| 26 de mayo de 2018 | Stadionul Orășenesc | FCM Ungheni             | 1-3            | FC Codru Lozova       |
| 26 de mayo de 2018 | Stadionul Municipal | FC Sucleia              | 1-3            | CSF Sparta Chișinău   |
| 26 de mayo de 2018 | Stadionul Șelcovic  | FC Tighina              | 1-0 (pro.)     | FC Sireți             |
| 26 de mayo de 2018 | Stadionul Sătesc    | FC Slobozia Mare        | 1-4            | FC Cahul-2005         |
| 26 de mayo de 2018 | Stadionul Sătesc    | FC Flacăra Mingir       | 3-0            | FC Saxan              |
| 26 de mayo de 2018 | Stadionul Orășenesc | CSF Spartanii Selemet   | 4-0            | FC Olimp Comrat       |
| 26 de mayo de 2018 | Stadionul Sătesc    | FC Maiak Chirsova       | 0-0 (4-3 pen.) | FC Fortuna Pleșeni    |
| 26 de mayo de 2018 | Joma Arena          | FC Dacia Buiucani       | 3-4            | FC Victoria Bardar    |

## Segunda ronda
| Fecha              | Estadio             | Local                 | Marcador | Visita                |
| ------------------ | ------------------- | --------------------- | -------- | --------------------- |
| 9 de junio de 2018 | Stadionul Orășenesc | CF Soroca             | 3-5      | FC Grănicerul Glodeni |
| 9 de junio de 2018 | Stadionul Orășenesc | FC Edineț             | 0-1      | FC Florești           |
| 9 de junio de 2018 | Stadionul Orășenesc | FC Bogzești           | 0-3 w/o  | Iskra Rîbnița         |
| 9 de junio de 2018 | Stadionul Orășenesc | FC Speranța Drochia   | 0-2      | FC Codru Lozova       |
| 9 de junio de 2018 | Stadionul Șelcovic  | FC Tighina            | 0-3      | CSF Sparta Chișinău   |
| 9 de junio de 2018 | Stadionul Sătesc    | FC Flacăra Mingir     | 0-2      | FC Cahul-2005         |
| 9 de junio de 2018 | Stadionul Orășenesc | CF Fulger Ialoveni    | 2-3      | FC Victoria Bardar    |
| 9 de junio de 2018 | Stadionul Sătesc    | CSF Spartanii Selemet | 3-0      | FC Maiak Chirsova     |

## Octavos de final

### Partidos de ida
| Fecha               | Estadio                  | Local                 | Marcador | Visita              |
| ------------------- | ------------------------ | --------------------- | -------- | ------------------- |
| 20 de junio de 2018 | Stadionul Orășenesc      | FC Grănicerul Glodeni | 0-2      | FC Milsami Orhei    |
| 20 de junio de 2018 | CSR Orhei                | Speranța Nisporeni    | 0-1      | FC Codru Lozova     |
| 20 de junio de 2018 | Estadio Suruceni         | Sfântul Gheorghe      | 7-2      | CSF Sparta Chișinău |
| 20 de junio de 2018 | Stadionul Atlant         | FC Cahul-2005         | 1-0      | Dinamo-Auto         |
| 20 de junio de 2018 | Real Succes              | FC Victoria Bardar    | 1-4      | FC Zaria Bălți      |
| 20 de junio de 2018 | Malaya Sportivnaya Arena | Sheriff Tiraspol      | 7-0      | Iskra Rîbnița       |
| 20 de junio de 2018 | Estadio Zimbru           | FC Zimbru Chișinău    | 0-0      | Spartanii Selemet   |
| 20 de junio de 2018 | Stadionul Municipal      | FC Petrocub Hîncești  | 10-2     | Florești            |

### Partidos de vuelta
| Fecha              | Estadio             | Local               | Marcador | Visita                |
| ------------------ | ------------------- | ------------------- | -------- | --------------------- |
| 5 de julio de 2018 | Stadionul Orășenesc | Iskra Rîbnița       | 1-9      | Sheriff Tiraspol      |
| 5 de julio de 2018 | CSR Orhei           | FC Milsami Orhei    | 4-2      | FC Grănicerul Glodeni |
| 6 de julio de 2018 | Stadionul Sătesc    | Florești            | 1-6      | FC Petrocub Hîncești  |
| 6 de julio de 2018 | Stadionul Orășenesc | FC Zaria Bălți      | 4-1      | FC Victoria Bardar    |
| 7 de julio de 2018 | Estadio Ghidighici  | FC Codru Lozova     | 1-2      | Speranța Nisporeni    |
| 7 de julio de 2018 | Real Succes         | CSF Sparta Chișinău | 3-3      | Sfântul Gheorghe      |
| 7 de julio de 2018 | Estadio Dinamo-Auto | Dinamo-Auto         | 5-0      | FC Cahul-2005         |
| 7 de julio de 2018 | Stadionul Sătesc    | Spartanii Selemet   | 1-4      | FC Zimbru Chișinău    |

## Cuartos de final

### Partidos de ida
| Fecha                    | Estadio             | Local             | Marcador | Visita             |
| ------------------------ | ------------------- | ----------------- | -------- | ------------------ |
| 26 de septiembre de 2018 | Stadionul Municipal | Petrocub Hîncești | 0-2      | Milsami Orhei      |
| 26 de septiembre de 2018 | Estadio Sheriff 2   | Sheriff Tiraspol  | 3-0      | Speranța Nisporeni |
| 26 de septiembre de 2018 | Estadio Dinamo-Auto | Dinamo-Auto       | 0-3      | Sfîntul Gheorghe   |
| 26 de septiembre de 2018 | CSR                 | Zaria Bălți       | 3-2      | Zimbru Chișinău    |

### Partidos de vuelta
| Fecha                 | Estadio            | Local              | Marcador | Visita            |
| --------------------- | ------------------ | ------------------ | -------- | ----------------- |
| 31 de octubre de 2018 | CSR                | Milsami Orhei      | 0-1      | Petrocub Hîncești |
| 31 de octubre de 2018 | Estadio Ghidighici | Speranța Nisporeni | 0-3      | Sheriff Tiraspol  |
| 31 de octubre de 2018 | Estadio Suruceni   | Sfîntul Gheorghe   | 1-2      | Dinamo-Auto       |
| 31 de octubre de 2018 | Estadio Zimbru     | Zimbru Chișinău    | 7-1      | Zaria Bălți       |

## Semifinales

### Partidos de ida
| Fecha               | Estadio         | Local            | Marcador | Visita           |
| ------------------- | --------------- | ---------------- | -------- | ---------------- |
| 16 de abril de 2019 | Estadio Sheriff | Sheriff Tiraspol | 2-0      | Milsami Orhei    |
| 17 de abril de 2019 | Estadio Zimbru  | Zimbru Chișinău  | 0-1      | Sfântul Gheorghe |

### Partidos de vuelta
| Fecha             | Estadio          | Local            | Marcador | Visita           |
| ----------------- | ---------------- | ---------------- | -------- | ---------------- |
| 7 de mayo de 2019 | CSR              | Milsami Orhei    | 0-0      | Sheriff Tiraspol |
| 8 de mayo de 2019 | Estadio Suruceni | Sfântul Gheorghe | 3-1      | Zimbru Chișinău  |

## Final
| Fecha              | Estadio        | Local            | Marcador   | Visita           |
| ------------------ | -------------- | ---------------- | ---------- | ---------------- |
| 22 de mayo de 2019 | Estadio Zimbru | Sheriff Tiraspol | 1-0 (pró.) | Sfântul Gheorghe |